# Anders Ruuth
Anders Ruuth, född 1926 i Stockholm, död i början av november 2011 i Helsingborg, var en svensk präst och teolog.
Anders Ruuth var son till advokaten Herman Ruuth och sjuksköterskan Annie Ruuth och växte upp i Växjö. Han studerade teologi vid Lunds universitet och prästvigdes för Växjö stift 1953, varefter han under tio år tjänstgjorde som präst för den svenska kolonin i Oberá i Misiones i Argentina. Från 1963 var han stiftsadjunkt i Härnösands stift. År 1966 blev han professor vid en teologisk högskola i José C. Paz i Buenos Aires i Argentina och efter återkomst till Sverige 1971 föreståndare för Söråkers stiftsgård och därefter kyrkoherde och senare prost i Örnsköldsvik. Från 1985 var han biträdande chef för Lutherhjälpen i Uppsala.
Han disputerade 1995 med en avhandling om Guds rikes universella kyrka i Brasilien.
Han var gift med Margareta Ruuth (död 2009) och hade sönerna Lars och Erik.